# Saint-Clément-de-Valorgue
Saint-Clément-de-Valorgue è un comune francese di 220 abitanti situato nel dipartimento del Puy-de-Dôme nella regione dell'Alvernia-Rodano-Alpi.

## Società

### Evoluzione demografica
Abitanti censiti